# وارد مور
وارد مور (بالإنجليزية: Ward Moore) (10 أغسطس 1903، نيويورك في الولايات المتحدة - 28 يناير 1978، باسيفيك غروف في الولايات المتحدة)؛ كاتب وروائي أمريكي.

## روابط خارجية
- وارد مور على موقع IMDb (الإنجليزية)